# Pfarrkirche Pischelsdorf am Kulm

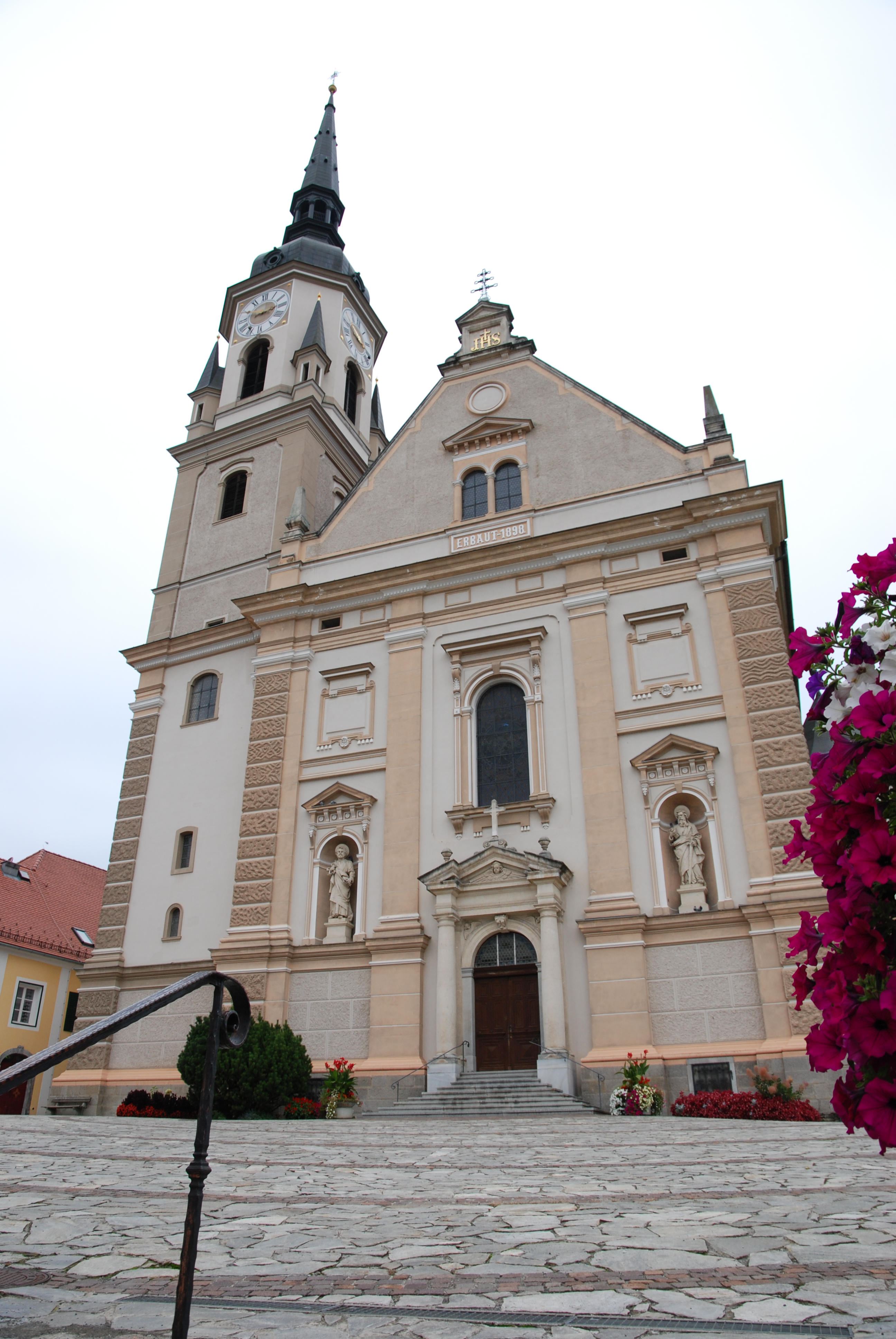
Pfarrkirche Hll. Peter und Paul

Die römisch-katholische Pfarrkirche Pischelsdorf am Kulm steht im Ort Pischelsdorf in der Steiermark in der Gemeinde Pischelsdorf am Kulm in der Steiermark. Die Pfarrkirche Peter und Paul gehört zum Dekanat Gleisdorf in der Diözese Graz-Seckau. Die Kirche steht unter Denkmalschutz (Listeneintrag).

## Geschichte
Die Kirche wurde erstmals 1203 als Pfarrkirche genannt. Die alte Pfarrkirche mit gotischen und barocken Bauteilen wurde 1898 abgebrochen, der Unterbau des gotischen Südturmes blieb jedoch erhalten. Von 1898 bis 1902 erfolgte ein Neubau mit einer Drehung der Kirchenachse in Nord-Süd-Richtung nach den Plänen des Architekten Hans Pascher.

## Architektur
Der geräumige Bau im Neorenaissance-Stil hat ein fünfjochiges Langhaus, das als Wandpfeilerkirche mit Kapellen und Emporen ausgeführt ist. Der eingezogene einjochige Chor unter einer Kuppelwölbung hat einen geraden Schluss. Neben der Hauptfassade steht der Turm. Die Glasfenster sind aus 1900.

## Ausstattung

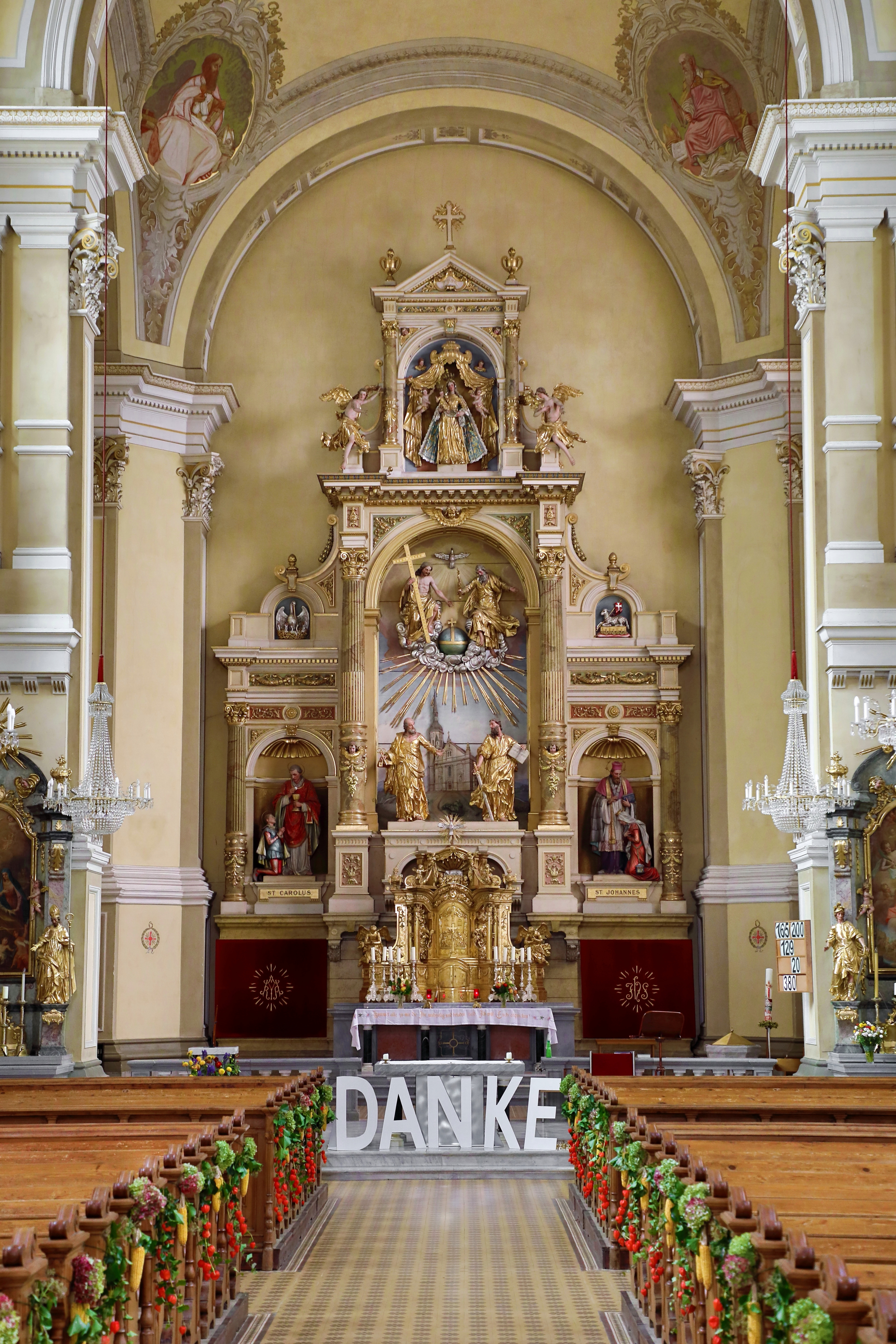
Hochaltar; nach Plänen des Architekten Hans Pascher 1909 errichtet

Die Einrichtung der Kirche stammt aus der Bauzeit. Die spätbarocken Figuren am Hochaltar sind dem Südtiroler Bildhauer Veit Königer zugeschrieben. Die Orgel ist aus 1913, sie hat ein Werk aus 1950.